# Wydział Farmaceutyczny Uniwersytetu Mikołaja Kopernika
Wydział Farmaceutyczny Uniwersytetu Mikołaja Kopernika – jeden z 16 wydziałów Uniwersytetu Mikołaja Kopernika w Toruniu, wchodzący w skład Collegium Medicum im. Ludwika Rydygiera w Bydgoszczy.

## Kierunki kształcenia

### Jednolite stacjonarne studia magisterskie
- analityka medyczna
- Farmacja

### Studia stacjonarne I i II stopnia
- Kosmetologia

## Struktura wydziału

### Katedry
| Katedra                                              | Kierownik                                          |
| ---------------------------------------------------- | -------------------------------------------------- |
| Katedra Biochemii Klinicznej                         | dr hab. Marek Foksiński                            |
| Katedra Biofizyki                                    | prof. dr hab. Stefan Kruszewski                    |
| Katedra Biofarmacji                                  | prof. dr hab. Adam Buciński                        |
| Katedra Biostatystyki i Teorii Układów Biomedycznych | p.o. dr hab. Katarzyna Buszko                      |
| Katedra Botaniki Farmaceutycznej i Farmakognozji     | dr hab. Daniel Załuski                             |
| Katedra Chemii Fizycznej                             | prof. dr hab. Piotr Cysewski                       |
| Katedra Chemii Leków                                 | prof. dr hab. Michał Marszałł                      |
| Katedra Chemii Nieorganicznej i Analitycznej         | dr hab. Bogumiła Kupcewicz                         |
| Katedra Chemii Organicznej                           | p.o. prof. dr hab. Bożena Modzelewska-Banachiewicz |
| Katedra Diagnostyki Laboratoryjnej                   | prof. dr hab. Grażyna Odrowąż-Sypniewska           |
| Katedra Farmakodynamiki i Farmakologii Molekularnej  | dr hab. Barbara Bojko                              |
| Katedra Immunologii                                  | prof. dr hab. Jacek Michałkiewicz                  |
| Katedra Kosmetologii i Dermatologii Estetycznej      | p.o. dr Magdalena Woźniak                          |
| Katedra Patobiochemii i Chemii Klinicznej            | dr hab. Dorota Olszewska-Słonina                   |
| Katedra Patofizjologii                               | prof. dr hab. Ewa Żekanowska                       |
| Katedra Propedeutyki Medycyny i Profilaktyki Zakażeń | p.o. dr hab. Aleksander Deptuła                    |
| Katedra Technologii Postaci Leku                     | prof. dr hab. Jerzy Krysiński                      |
| Katedra Technologii Chemicznej Środków Leczniczych   | dr hab. Konrad Misiura                             |
| Katedra Toksykologii i Bromatologii                  | dr hab. inż. Marcin Koba                           |

### Pozostałe jednostki organizacyjne
| Stanowisko                        | Imię i nazwisko               |
| --------------------------------- | ----------------------------- |
| Zespół Badawczy Bioanaliz         | dr Krzysztof Goryński         |
| Studium Kształcenia Podyplomowego | prof. dr hab. Jerzy Krysiński |

## Władze dziekańskie
W kadencji 2024–2028:
| Stanowisko                                                                 | Imię i nazwisko                      |
| -------------------------------------------------------------------------- | ------------------------------------ |
| Dziekan                                                                    | dr hab. Marek Foksiński, prof. UMK   |
| Prodziekan ds. nauki                                                       | prof. dr hab. Michał Marszałł        |
| Prodziekan ds. kształcenia dla kierunku farmacja                           | dr hab. Renata Studzińska, prof. UMK |
| Prodziekan ds. kształcenia dla kierunków analityka medyczna i kosmetologia | dr hab. Anna Stefańska, prof. UMK    |
| Prodziekan ds. studenckich                                                 | dr hab. Artur Słomka, prof. UMK      |